# Justice Crew
Justice Crew is een Australische hiphop-, dance- en popgroep bestaande uit jongens. De groep is in 2009 gevormd als een dansgroep. Ze werden de winnaar van het vierde seizoen van Australia's Got Talent en kregen bekendheid. Daarna tekenden ze bij Sony Music Australia.
Justice Crews eerste drie singles – "And Then We Dance", "Friday to Sunday" and "Dance with Me" – bereikten succes in de ARIA Singles Chart. De jongens kregen hun eerste nummer 1-hit "Boom Boom", die zes keer platina werd. De vervolg singles "Best Night" en "Everybody" waren top 10-hits, en "Que Sera" werd de tweede nummer 1-hit. Sinds de start zijn ze genomineerd geweest voor vijf ARIA Music Awards en hebben ze getoerd met Chris Brown, Janet Jackson, One Direction, Ke$ha en Pitbull.

## Levensloop

### 2009-2010: Formatie,Australia's Got Talenten muziekdebuut
De leden van Justice Crew zaten oorspronkelijk in twee verschillende dansgroepen, maar in 2009 zijn ze samengegaan. Justice Crew hebben al hun dancebewegingen geleerd via YouTube, zoals die van Michael Jackson. In 2009 deden ze mee met de World Hip Hop Dance Championships gehouden in Las Vegas. Ze eindigden op de 14de plaats.
Na geïnspireerd te zijn door de Britain's Got Talent-winnaars Diversity, besloot Justice Crew om mee te doen aan de audities voor Australia's Got Talent in 2010. Ze wilden jongeren aanmoedigen om hun dromen achterna te gaan. Ze wonnen het seizoen en kregen een prijs van $ 250,000.
In 2010 tekenden ze bij Sony Music Australia. De debuutsingle "And Then We Dance" verscheen op 27 augustus 2010 en bereikte nummer 26 van de ARIA Singles Chart en verkocht meer dan 70 000 exemplaren. Dit werd opgevolgd door hun eerste videoalbum And Then We Dance op 27 september 2010. Op het album staat een video met een biografie over de groep. De tweede single "Friday to Sunday", verscheen op 17 december 2010 en kwam op nummer 18 terecht bij de ARIA Singles Chart. Van de single werden meer dan 140 000 exemplaren verkocht.

### 2011-heden: verdere releases en tours
Justice Crews derde single, "Dance with Me", met de Amerikaanse rapper Flo Rida, verscheen op 29 maart 2011 en verkocht meer dan 45 000 exemplaren. De maand erop waren ze het voorprogramma van Chris Browns F.A.M.E. Tour in Australië. Na de release van de vierde single, "Sexy and You Know It", toerden ze met Janet Jackson op haar tour Number Ones: Up Close and Personal in oktober 2011 in Australië.
Justice Crew bracht op 8 november 2011 hun eerste compilatie-cd uit. Hierop staat een dj-mix van vijf eigen nummers en 14 nummers van andere artiesten. Het album kwam binnen op nummer 5 in de ARIA Compilation Albums Chart. Om dit te promoten begonnen ze met hun Sexy and You Know It Live Tour. Dit deden ze door Australië van januari tot februari 2012. Ook waren ze het voorprogramma van de Up All Night Tour van One Direction in Australië.
De vijfde single "Boom Boom", verscheen op 2 juli 2012, en werd de eerste nummer 1-hit in de ARIA Charts en werd 6 keer platina met meer dan 420 000 verkochte exemplaren. In 2012 tekenden ze bij Pitbulls platenlabel Mr. 305 Inc., een joint venture met RCA Records. Hiermee brachten ze "Boom Boom" uit in de Verenigde Staten. De zevende single, "Best Night", verscheen op 30 november 2012 en kwam terecht op nummer 7 in de ARIA Singles Chart en werd dubbel platina. De volgende single, "Everybody", verscheen op 11 oktober 2013, kwam op nummer 6 en kreeg dubbel platina. In april 2014 deden ze de #HypeTour door Australië samen met Jai Waetford.

## Discografie

### Compilatiealbums
| Titel                  | Albumdetails                                                                                               | Hoogste hitlijstnoteringen |
| Titel                  | Albumdetails                                                                                               | AUS                        |
| ---------------------- | --- | -------------------------- |
| Justice Crew Party Mix | - Released: 18 November 2011 - Label: Sony Music Australia (#88697994072) - Formats: cd, digitale download | 5                          |

### Singles
| Titel                                                                                                  | Jaar | Hoogste hitlijstnoteringen | Hoogste hitlijstnoteringen | Erkenningen                           | Album                  |
| Titel                                                                                                  | Jaar | AUS                        | NZ                         | Erkenningen                           | Album                  |
| --- | ---- | -------------------------- | -------------------------- | ------------------------------------- | ---------------------- |
| "And Then We Dance"                                                                                    | 2010 | 26                         | —                          | - ARIA: platina                       | Justice Crew Party Mix |
| "Friday to Sunday"                                                                                     | 2010 | 18                         | —                          | - ARIA: 2× platina                    | Justice Crew Party Mix |
| "Dance with Me" (featuring Flo Rida)                                                                   | 2011 | 44                         | —                          | - ARIA: Gold                          | Justice Crew Party Mix |
| "Sexy and You Know It"                                                                                 | 2011 | —                          | —                          |                                       | Justice Crew Party Mix |
| "Boom Boom"                                                                                            | 2012 | 1                          | 3                          | - ARIA: 6× platina - RMNZ: 2× platina |                        |
| "Gonna Make You Sweat (Everybody Dance Now)" (featuring Bonnie Anderson)                               | 2012 | —                          | —                          |                                       |                        |
| "Best Night"                                                                                           | 2012 | 7                          | 24                         | - ARIA: 2× platina                    |                        |
| "Everybody"                                                                                            | 2013 | 6                          | 25                         | - ARIA: 2× platina                    |                        |
| "I Am Australian" (met Dami Im, Jessica Mauboy, Nathaniel Willemse, Samantha Jade en Taylor Henderson) | 2014 | 51                         | —                          |                                       |                        |
| "Que Sera"                                                                                             | 2014 | 1                          | 23                         | - ARIA: 2× platina                    |                        |

### Albumverschijningen
| Titel       | Jaar | Album                        |
| ----------- | ---- | ---------------------------- |
| "Mistletoe" | 2012 | The Spirit of Christmas 2012 |

### Videografie

#### Videoalbums
| Titel             | Albumdetails                                                                                |
| ----------------- | ------------------------------------------------------------------------------------------- |
| And Then We Dance | - Verschenen: 27 September 2010 - Label: Sony Music Australia (#88697800739) - Formats: dvd |

#### Muziekvideo's
| Titel                                              | Jaar | Regisseur          |
| -------------------------------------------------- | ---- | ------------------ |
| "And Then We Dance"                                | 2010 | Marc Furmie        |
| "Friday to Sunday"                                 | 2010 | Alex Goddard       |
| "Dance with Me"                                    | 2011 | Matt Alonzo        |
| "Sexy and You Know It"                             | 2011 |                    |
| "Barbie Girl" (met Sam Kekovich en Melissa Tkautz) | 2012 |                    |
| "Boom Boom"                                        | 2012 |                    |
| "Best Night"                                       | 2012 | Marc Furmie        |
| "Everybody"                                        | 2013 | Soup Kitchen Films |
| "Que Sera"                                         | 2014 |                    |